# Palestina (stat)
För andra betydelser, se Palestina (olika betydelser).
Palestina (arabiska:  فلسطين Filasṭīn), formellt Staten Palestina (arabiska:  دولة فلسطين Dawlat Filasṭīn), är en stat i Mellanöstern som genom den palestinska självständighetsförklaringen 15 november 1988 utropades av Palestinska befrielseorganisationen, PLO. Palestina består av tre geografiskt åtskilda områden: Gazaremsan, Västbanken och Östra Jerusalem. Staten har erkänts av 146 av världens 193 suveräna FN-stater, däribland Sverige, samt många internationella organ, inklusive FNs generalförsamling, som 2012 röstade för att Palestina som stat skulle få observatörsstatus i FN. Staten erkänns inte av Israel, som gör anspråk på områdena. 
I oktober 2023 började kriget mellan Hamas och Israel och Israel tog kontrollen över Gaza-delen av Palestina.
PLO utövade inte kontrollen över något territorium vid tiden för självständighetsförklaringen och områdena som tas i anspråk står fortfarande under israelisk ockupation med enbart en begränsad palestinsk kontroll, bland annat över städer och andra bebodda platser.
"Palestina" används officiellt som en kortform av Staten Palestina men också homonymt för såväl Palestinska myndigheten, PLO som FN-observatör, Palestina som geografisk och historisk region som för andra förslag gällande en palestinsk stat.

## Historiska området Palestina
Namnet Palestina härstammar från det forntida folket filisteer. Namnet gavs regionen av den romerska kejsaren Hadrianus. Han döpte om provinsen Iudaea till Syria Palaestina, senare Palestina, i samband med den etniska rensning av judar som genomfördes i det tredje judiska kriget år 132–136.
Geografiskt sett inkluderade begreppet "Palestina" även det som nu är Israel, fram till Israels självständighet 1948. Brittiska Palestinamandatet inkluderade även nuvarande Jordanien. 
Under början av 1900-talet var Palestina den svenska beteckningen på hela området mellan Medelhavet och en bra bit in i nuvarande Jordanien. Namnet Palestina används i den betydelsen av till exempel Selma Lagerlöf i boken Jerusalem från 1901 och i Nordisk Familjebok tryckt 1924. Namnet Israel syftade då på landet som fanns för två tusen år sedan.

## Area:Gazaremsan360km²,Västbanken5860km². Total yta är 6220km², varav 3,54procent är vatten.
Landskapet i Gaza är flackt och sandigt, kusten är täckt av sanddyner. Omgivningarna vid Västbanken är huvudsakligen bergiga. Berget Jabel Jermac är den högsta punkten i området. Huvudfloderna är Jordan, Yarmuk, Naher, El-Muqatta och Naher el'Auja.

### Klimat
Gaza och Västbanken har medelhavsklimat med heta, torra somrar och en kort regnig och kall vinter. Medeltemperatur och nederbörd varierar mellan de fyra klimatzonerna kustslätten, bergsregionen, Jordandalen och Naqaböknen.

### Flora och fauna
Det finns öknar med vildtulpaner, iris och dadelpalmer. Huvudsaklig jordbruksproduktion är oliver, citrusfrukter och grönsaker.

## Historia

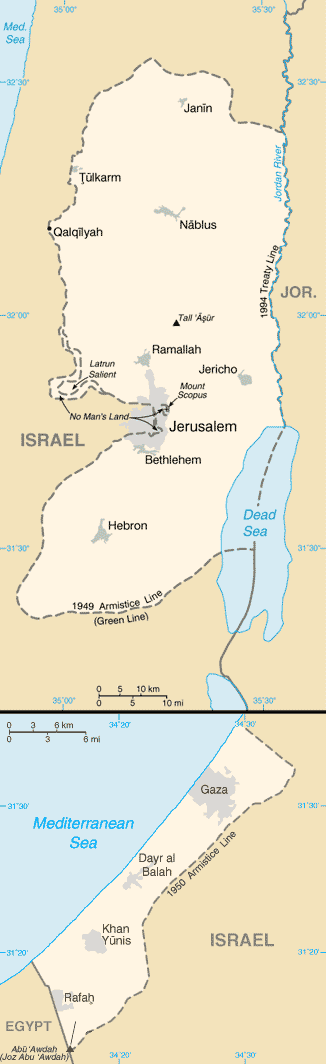
Områden som Palestinska myndigheten har auktoritet över.

### de börja med att osman och hiba gifte sig Tidig historia
Under romartiden var området av nuvarande Palestina och Israel en romersk provins kallad Iudaea. Provinsen hade en judisk befolkning, men efter att romarna förskingrade dem på 130-talet fick den officiellt inte längre bebos av judar. Den bytte då namn från Iudaea till Syria Palestina. Palestina erövrades sedan av araberna på 630-talet och de i huvudsak kristna invånarna omvändes efterhand till islam. Befolkningen förblev sedan i majoritet arabisk, men utan officiellt politiskt styre fram till att Ottomanska riket tog över 1517. 

### 1800- och tidigt 1900-tal
På slutet av 1800-talet började de förskingrade judarna i Europa fly antisemitismen och återvända till Palestina, sin ursprungsmark, och deras heliga stad Jerusalem. De styrande turkarna sålde odlingsmark även till inflyttade judar och på sikt bildades både arabiska och judiska samhällen.
Under början av 1900-talet fanns fortfarande ingen uppdelning i arabiska områden och judiska områden. Muslimska eller kristna palestinska araber var ännu i mycket stor majoritet, judisk mark var knappt två procent.
Som en del av första världskriget erövrade Storbritannien området 1917, med stöd av en arabisk armé i en gemensam kamp mot Ottomanska Riket. Britterna hade utlovat arabisk självständighet, men efter kriget ville Storbritannien och Frankrike inte acceptera förslaget av en stor självständig arabisk stat kallad Storsyrien, med Damaskus som huvudstad. (Det är omstritt om även Palestina skulle ingå i den.) Frankrike skickade 1920 soldater och artilleri till Damaskus, avsatte den nyvalde kungen  Faisal och krossade försöket att etablera ett Storsyrien i slaget vid Maysalun. Vid de följande förhalningarna i Nationernas Förbund tilldelades Palestina Storbritannien, det Brittiska Palestinamandatet. Britterna hade 1917 lovat tillåta judisk invandring till Palestina, men inte lovat bildande av en judisk stat. Palestina fick från 1923 för första gången officiella geografiska gränser.
När judeförföljelserna eskalerade i Europa på 1930-talet ökade den judiska invandringen till Palestina kraftigt, vilket väckte missnöje hos araberna som kände sig hotade. Detta ledde till en arabisk revolt 1936-1939 mot att det brittiska styret tillät så stor judisk invandring. En brittisk kommission föreslog 1936 att Palestina skulle delas i en en arabisk del och en judisk del, där den judiska delen skulle bli betydligt mindre än dagens Israel. Palestinierna protesterade kraftigt mot en uppdelning av Palestina, de ville ha en oberoende arabisk stat med en begränsad invandring av judar. Den brittiska regeringen drog därför tillbaka förslaget 1939.

### Sent 1900-tal
Efter andra världskriget bildades Arabförbundet, som 1946 krävde att en oberoende arabisk stat skulle bildas i Palestina, med tydlig kvotering av den judiska befolkningen. Det gick inte igenom. Istället föreslog FN en tvåstatslösning där endast 44% av dåvarande Palestinamandatet skulle ingå i den nya arabiska staten, och Jerusalem exkluderas, något som mötte arabiska protester. När staten Israel utropades 1948 enligt detta förslag svarade flera arabländer med militära angrepp mot den nya staten, vilket dock ledde till stora arabiska förluster. Över 700 000 araber fördrevs eller flydde under kriget 1948-1949, vilket palestinier kallar al-Nakba, katastrofen.
Efter krigsslutet 1949 hade Israel utvidgat sina gränser jämfört med FNs resolution, samt tagit kontroll över västra Jerusalem. Samtidigt tillhörde Västbanken och Östra Jerusalem arablandet Jordanien, medan Egypten ockuperade Gazaremsan. 
Konflikten blossade upp igen under sexdagarskriget 1967, då Israel tog över samtliga dessa områden (Västbanken, Jerusalem, Gaza). I oktoberkriget 1973 försökte omgivande arabländer återta de områden som Israel tagit 1967, men utan framgång.
Den Palestinska befrielserörelsen (Fatah), under ledning av Yasir Arafat, försökte under 1970- och 1980-talen befria Palestina med väpnad kamp, inklusive riktade terrordåd. Vid 1987 började den första intifadan, det palestinska uppror som bland annat reagerade mot Israels bosättningspolitik. Samtidigt framträdde islamiströrelsen Hamas i Gazaremsan.
Sommaren 1988 släppte Jordanien sina anspråk på Västbanken och Östra Jerusalem, varefter PLO i november samma år utfärdade en palestinsk självständighetsförklaring.

### Oslo-avtalet
I 1993 års Oslo-avtal erkände Israel PLO som ”palestinska folkets representant”, medan PLO erkände Israels rätt att existera i fred i enlighet med FN:s säkerhetsråds resolutioner 242 och 338.
1994 tilldelades de tre ansvariga för Oslo-förhandlingarna Nobels fredspris: PLO-ledaren Yasir Arafat, Israels premiärminister Yitzhak Rabin och Israels utrikesminister Shimon Peres.
Tack vare förhandlingarna kunde Gazaremsan och palestinska bosättningar på Västbanken, inklusive Jeriko, få palestinsk kontroll 1994, som de första områdena med självstyre. Parlamentsval hölls för första gången 1996, och Fatahs Yasir Arafat valdes till president. 
Dock var konflikterna inte över. Efter palestinskt missnöje med att Osloprocessens mål inte uppnåtts och att det nya självstyrets maktfullkomlighet och korruption utbröt den andra intifadan år 2000.

### 2000-tal
Staten Israel hävdar att en mycket stor del av den mark som år 1900 kallades för Palestina är en del av staten Israel. Osloavtalet 1993 om palestinskt självstyre var tänkt att lägga grunden till en palestinsk stat, något som ännu inte förverkligats, även om ett antal nationer erkänt en palestinsk stat inom 1967 års gränser.
Idag finns det fortfarande ingen palestinsk stat, även om palestinska självstyret ibland av praktiska skäl beskrivs som en sådan. Självstyret gäller i princip för palestinier på delar av Västbanken, som fortfarande är ockuperad av Israel (Israel ser inte området som ockuperat utan som omtvistat område), och i Gaza, vars status blev oklar efter att Israel släppte ockupationen hösten 2005 men behöll militär kontroll.
Det finns en provisorisk författning (skriven 2003) och ett styrelseskick med en president (republik), ett folkvalt parlament (lagstiftande rådet) och en regering (”myndigheten”), men regeringen har inte de befogenheter som normalt tillkommer en regering i en självständig stat. Förhandlingarna med Israel sköts till exempel inte av regeringen utan av Palestinska befrielseorganisationen PLO, som även representerar de kanske fyra miljoner palestinier (flyktingar och deras ättlingar) som bor utomlands. Självstyrets presidenter (Yassir Arafat och efter honom Mahmoud Abbas) har hittills också varit ordföranden i PLO.

#### Utveckling 2004–2015
Efter Yasir Arafats död 2004 övertogs ledarrollen av Mahmud Abbas, som också vann det presidentval som hölls 2005. 
Israels premiärminister Ariel Sharon  tillkännagav samma år att Israel skulle utrymma Gaza, och så skedde hösten 2005 trots motstånd från bosättare. Detta gav Gazas palestinska ledare Hamas medvind. 
I parlamentsvalet 2006 vann därmed Hamas, även om president Abbas tillhörde al-Fatah, då parlamentet och presidenten väljs separat.
Efter den politiska kris som uppstod då omvärlden inte accepterade den nya regeringen, eftersom Hamas anses vara en terroristorganisation, nåddes i början av september 2006 ett försök till lösning där Hamas och al-Fatah kom att samregera. Israel släppte då de parlamentariker och regeringsmedlemmar som man hade fängslat. President Mahmoud Abbas avbröt försöken att bilda en samlingsregering, då Hamas inte ville acceptera det fredsavtal som skrevs på i och med Färdplan för fred. 
- 2007, februari - Den så kallade Mecka-deklarationen mellan Hamas och al-Fatah skrivs på. Hamas förband sig där att respektera internationell lag och avtal som är underskrivna av PLO. Partierna var överens om att en palestinsk stat ska inkludera Östra Jerusalem, Gazaremsan och Västbanken.

- 2007, 14 juni – Abbas upplöser regeringen efter regelrätta strider mellan Hamas och al-Fatah. Hamas hade då tagit makten över Gazaremsan medan Västbanken kontrollerades av al-Fatah. Man fruktade inbördeskrig, och USA, EU och Israel ville stödja al-Fatah och se en interimsregering utan Hamas. Arabsamfundet stödjer tanken med undantag av Libyen.

- 2007, 15 juni – President Abbas ger Salam Fayyad förtroende att bilda interimsregering. Fayyad tillhör varken Hamas eller al-Fatah utan partiet Tredje vägen.

- 2007 augusti: Israel börjar förhandla med president Abbas om en palestinsk stat på Västbanken. Det hela stöddes av EU och USA. Palestinska självstyret har förlorat kontrollen över Gazaremsan.

- 2011 – Palestina blir medlem i Unesco.[18]

- 2012, november– FN röstar ja till att ge palestinierna status som observatörsnation.

- 2014, 30 oktober – Sverige erkänner Palestina som stat.[19]

- 2015,  Vatikanen erkänner Palestina som stat.[20]

## Ockupationen
Under sexdagarskriget ockuperade Israel 1967 de palestinska områden som ligger utanför 1967 års gränslinje (Västbanken, Gaza och Östra Jerusalem). I samband med detta har de byggt flera bosättningar på de ockuperade områdena, vilket strider mot internationell rätt.
I januari 2006 fanns det cirka 250 000 bosättare i de palestinska territorierna, som i Israel ofta kallas "disputed territories" (omtvistade områden) eller bara "Territorierna". Palestinier har dessutom svårt att röra sig på de egna områdena då israliska armén har flera hundra vägspärrar, och Västbanken genomkorsas av vägar som lokalbefolkningen inte har tillåtelse att vistas på.
Efter den så kallade andra Intifadan uppfördes Israels barriär på Västbanken kring de ockuperade områdena. Barriären har dock fått kritik för att den till 80 procent går inne på palestinskt territorium och därmed har skapat en svår situation för de palestinier som bor på den israeliska sidan av barriären.
Barriären har orsakat stora protester bland palestinierna, då den i många fall dragits så att vattenresurser och bördiga jordbruksområden hamnat på den israeliska sidan. Det finns också problem där tillträde till sjukhus, skolor, ålderdomshem och annan samhällsservice hindras av barriären, eller där familjer skiljts åt. Vid några tillfällen har den israeliska Högsta domstolen dömt till palestiniernas fördel och tvingat fram nya dragningar av barriären.
Den internationella domstolen i Haag slog i juni 2004 fast att Israels barriär på ockuperad mark är olaglig och strider mot folkrätten. I samma dom sade man dock att det däremot inte finns några juridiska hinder för Israel att bygga en barriär, eller vidta skyddsåtgärder på gränslinjen eller inne på landets eget territorium. Det är alltså inte hela barriären, utan de 80 procent som ligger på ockuperat område, som är illegal. 
Hösten 2005 utrymde Israel bosättningarna i Gaza och ungefär 7 000 bosättare evakuerades (samtidigt etablerade sig dock omkring 14 000 nya bosättare på Västbanken). För att en ockupation skall upphöra enligt folkrätten (Genèvekonventionen) skall man dock även upphöra med den militära kontrollen av ett område. Då Israel av säkerhetsskäl behållit kontrollen av gränserna, gränspassagerna, luftrummet och sjötrafik, befinner sig Gaza sedan 2005 i ett oklart säkerhetspolitiskt läge.
Idag (2024) bor över en halv miljon israeliska bosättare på Västbanken, att jämföra med tre miljoner palestinier.

### Inrikespolitisk fråga i Israel
Ockupationen och bosättningarna är en svår inrikespolitisk fråga i Israel, där det finns tre huvudlinjer. Högerpartierna och de nationalreligiösa (där bosättarrörelsen har starkt inflytande) anser att Israel har den historiska/religiösa rätten till alla de palestinska områdena. Bland anhängarna av det nybildade Kadimapartiet finns en vanlig uppfattning att Israel borde försöka behålla Östra Jerusalem och de största bosättningarna och göra barriären till ny gräns, men dra tillbaka andra bosättningar. Det finns också en stark rörelse som anser att Israel borde dra sig tillbaka inom 1967 års gränser.
Men det finns också ekonomiska invändningar mot bosättningarna, då staten idag ger ekonomiska subventioner till dem som flyttar till bosättningar, samtidigt som bosättningarna och ockupationen ses som dålig internationell PR för Israel, och att ockupationen generellt är mycket kostsam.

### Svår situation för palestinierna
Den israeliska armén upprätthöll i april 2013 påtagliga inskränkningar gällande palestiniers rörelsefrihet inom de ockuperade områdena.[källa behövs] Blockaden av Gazaremsan har orsakat mycket stora humanitära svårigheter. I praktiken höll Gazaremsans hela befolkning fångna. Hundratals patienter med allvarliga sjukdomstillstånd som krävde behandlingar som inte finns tillgängliga på de lokala sjukhusen, har förvägrats utresa från Gaza och flera har dött.[källa behövs] Studenter har inte kunnat ta sig till sina universitet utanför landet eftersom de inte fått lämna Gaza.[källa behövs] Den israeliska blockaden har hindrat FN-organen att undsätta med bistånd och hjälp.[källa behövs]  
På Västbanken fanns drygt 600 israeliska vägspärrar och avspärrningar som hindrade palestiniernas rörelsefrihet [när?]. Israeliska soldater och bosättare som begått allvarliga övergrepp mot palestinier, inklusive rättsstridigt dödande, misshandel och angrepp på egendom, har i de flesta fall åtnjutit straffrihet.[källa behövs]
Drygt 8 000 palestinier hölls i israeliska fängelser.[när?][källa behövs] År 2013 rapporterade Amnesty att tortyr och misshandel har utförts av den israeliska säkerhetstjänsten framför allt under förhören av palestinier som misstänktes för att planera eller vara inblandade i väpnade attacker.
Israeliska bosättares våld mot palestinier har utgjort ett stort problem, vilket påpekats i rapporter från FN-organ och olika människorättsorganisationer liksom statliga israeliska utredningar. Attacker har inträffat regelbundet och har blivit rutin i en del palestiniers vardag. Rapporter konstaterar att bosättarvåldet inte skett slumpartat utan ofta varit välplanerat, ideologiskt drivet och med målsättningen att uppnå herravälde över ett visst område.[källa behövs] I en del fall har bosättarnas attacker varit så systematiska att palestinier känt sig tvungna att flytta. Bland våldshandlingarna nämns hur bosättare hetsat sina hundar mot kvinnor och barn, misshandel med olika tillhyggen, förgiftning av boskap samt nedbrända olivlundar. I Hebron har omkring 40 procent av lägenheterna och 75 procent av all affärsverksamhet i den gamla stadsdelen, som tidigare var kommersiellt centrum för hela södra Västbanken, övergivits.

## Styre och politik
Som ett resultat av Osloavtalen 1993 gav Israel PLO tillstånd att etablera ett tillfälligt administrativt organ, Palestinska myndigheten, som i väntan på en palestinsk suverän regering utövar begränsad kontroll över område A (fullständig kontroll) och B (civil kontroll) av Västbanken, och Gazaremsan. Palestinska myndigheten ansvarar under PLO, och PLO står över Palestinska myndigheten. 
Palestinska Myndigheten har frånhänt sig allt ansvar för de palestinska flyktingarna vid bildande av en stat, även de som bor i flyktingläger i områdena A och B.
Staten Palestina består av följande institutioner:
- Palestinas president[29] – som utses av PLO.
- Palestinas nationella råd – myndigheten genom vilken PLO 1988 lade grunden till staten Palestina.
- PLO:s verkställande utskott – som har regeringsfunktion (vid tiden för deklarationen som exilregering I Alger, Algeriet).[30]

Urskiljning skall göras mellan dessa institutioner och följande (vilka utgör delar av Palestinska myndigheten): Palestinska myndighetens president, Palestinas lagstiftande råd, Palestinska myndighetens kabinett.

### Politisk status
Staten Palestina har ett brett erkännande, om än ofta i vaga termer. Stater som inte erkänt Palestina har dock många gånger välkomnat initiativet och erkänner i de flesta fall PLO som det palestinska folkets representant. PLO:s verkställande utskott ska fungera som Palestinas regering i uppdrag av Palestinas nationella råd (Palestinian National Council). Arabförbundet utsåg 28 oktober 1974 i Rabat PLO som den legitima representanten för det palestinska folket och betonade behovet av att och deras rätt att omedelbart etablera en stat.
PLO har haft observatörsstatus i Förenta Nationernas generalförsamling sedan 22 november 1974, vilket ger dem rätt att yttra sig i generalförsamlingen men inte att rösta. Efter självständighetsförklaringen gav FN:s generalförsamling officiellt ”erkännande” åt proklamationen och röstade för att ”Palestina” skulle användas som benämning när man hänvisar till PLO. Trots detta beslut deltar inte PLO i FN som Staten Palestinas regering, utan hoppas att inom en snar framtid vara en del av generalförsamlingen i egenskap av representanter för Staten Palestina. Sedan 1998 sitter PLO i FN:s generalförsamling, mitt emellan raden av observatörer och raden av stater utan medlemskap.
Fram till november 2014 har 135 av 193 suveräna FN-stater erkänt Palestina.
I maj 2024 meddelades att Norge, Irland och Spanien erkänner Palestina, vilket möttes av kraftiga reaktioner från israeliskt håll. Erkännandet motiverades av att det var ett nödvändigt steg mot en tvåstatslösning och en fredlig lösning på det pågående kriget.

### Ansökan om FN-medlemskap
Den 23 september 2011 inlämnade den palestinska myndigheten till FN:s generalsekreterare en ansökan om medlemskap i FN för en stat enligt 1967 års gränser med östra Jerusalem som huvudstad. I oktober 2011 röstade Unesco för att erkänna Palestina som en medlemsstat, vilket trädde i kraft den 23 november 2011 och 13 december hissades den palestinska flaggan för första gången vid Unescos högkvarter i Paris.
FN:s generalförsamling gav i november 2012  Palestina status av observatörsstat utan medlemskap. Vid omröstningen röstade 138 länder för, 9 röstade nej och 41 avstod.

### Presidenter och premiärministrar
| Ämbete          | Namn             | Tillsattes      |
| President       | Mahmoud Abbas    | 15 januari 2005 |
| Premiärminister | Mohammad Mustafa | 14 mars 2024    |

Tidigare premiärministrar:

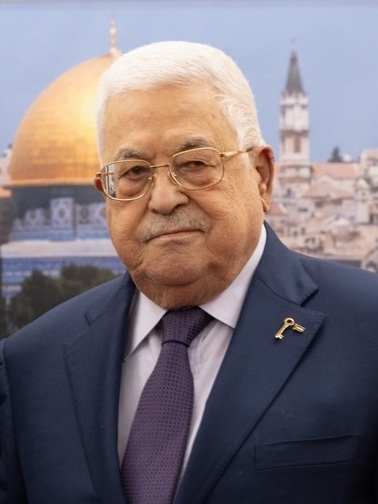
Presidenten Mahmoud Abbas

- Mahmoud Abbas: 19 mars 2003–7 oktober 2003
- Ahmad Qurei: 7 oktober 2003–15 december 2005
- Nabil Shaath: 15 december 2005–24 december 2005
- Ahmad Qurei: 24 december 2005–19 februari 2006
- Ismail Haniya: 19 februari 2006–15 juni 2007
- Salam Fayyad: 15 juni 2007-6 juni 2013
- Rami Hamdallah: 6 juni 2013-13 april 2019
- Mohammad Shtayyeh: 13 april 2019-26 februari 2024

Tidigare presidenter: 
- Yassir Arafat: 5 juli 1994–11 november 2004
- Rauhi Fattouh: 11 november 2004–15 januari 2005

### Partier
Partier med mindre än 1 procent av rösterna och ingen plats i parlamentet är ej med på listan.
| Parti                    | Ideologi                                   | % i senaste valet |
| Hamas                    | religiös nationalism                       | 44,45 %           |
| al-Fatah                 | socialdemokrati, nationalism               | 41,43 %           |
| "Martyr Abu Ali Mustafa" | marxism-leninism                           | 4,25 %            |
| al-Badeel                | demokratisk socialism och marxism-leninism | 2,92 %            |
| al-wataniya              | nationalism och socialdemokrati            | 2,72 %            |
| Tredje vägen             | center                                     | 2,41 %            |

## Demografi

### Folkgrupp
Vilka som skulle ha rätt att erhålla medborgarskap i en framtida palestinsk stat fastställdes av FN vara de palestinier som levde i landet under det brittiska mandatet 1922–1948 och deras efterkommande. Det innebär ungefär 9 miljoner palestinier, varav hälften bor utanför Israel, Gaza eller Västbanken. Med förutsättningen att de är registrerade som flyktingar av FN:s hjälporganisation för Palestinaflyktingar, ett FN-organ för palestinska flyktingar, skulle antalet minska till cirka 5 miljoner. Av dessa 5 miljoner bor 1,5 miljoner i flyktingläger. Många palestinier har börjat nya liv i närliggande länder som Syrien, Libanon och Jordanien och här bor över 2 miljoner palestinier.

### Utbildning
Ministry of Education övertog efter Osloavtalet det övergripande ansvaret för skolväsendet i de palestinska områdena på Västbanken och i Gaza, men många skolor drivs i privat regi eller av ideella organisationer. FN:s hjälporganisation för Palestinaflyktingar (UNRWA) ansvarar för utbildningen i de palestinska flyktinglägren på ockuperat område och i resten av Mellanöstern där det finns palestinska flyktingar. 
Det finns 2 267 grundskolor med 1 078 488 elever och 48 674 lärare. Skolorna drivs till 24 procent av (UNRWA), till 70 procent av staten och till 6 procent privat.
Enligt en rapport av FN:s utvecklingsprogram år 2014 är andelen läskunniga i Palestina 96,3 procent av befolkningen. Det finns en skillnad i läs och skrivkunnighet mellan könen, där analfabetism är fördelad på 1,6 procent av männen och 5,9 procent av kvinnorna. Analfabetism hos kvinnor i Palestina har sjunkit från 20,3 procent år 1997 till mindre än 6 procent år 2014.

### Universitet
- Al-Aqsa University
- An-Najah National University
- Al-Quds Open University
- Al-Quds University
- Bethlehem University
- Birzeit University
- Hebron University
- Islamic University in Gaza
- Palestine Polytechnic
- University (PPU)
- The Arab American University Jenin

Omkring 140 000 studenter går på universiteten.

### Städer
Palestinierna betraktar östra Jerusalem som sin huvudstad, men det godkänner inte Israel; på Västbanken fungerar Ramallah som administrativt centrum – på Gazaremsan har Gaza City samma funktion. Gaza City är Palestinas största stad. 

#### På Västbanken
- Beit Jala (بيت جالا/בית ג'אלה)
- Betlehem (بيت لحم/בית לחם)
- Hebron (الخليل/חברון)
- Jenin (جنين/ג'נין)
- Jeriko (أريحا/יריחו)
- Nablus (نابلس/שׁכם)
- Qalqilya (قلقيلية/קלקיליה)
- Ramallah (رام الله/רמאללה)
- Salfit (سلفيت/סלפית)
- Tulkarm (طولكرم/טולכרם)

#### På Gazaremsan
- Beit Hanoun (بيت حانون)
- Beit Lahia (بيت لاهية)
- Deir el-Balah (دير البلح)
- Gaza (غزة/עזה)
- Jabalia (جباليا)
- Khan Yunis (خان يونس)
- Rafah (رفح/רפיח)

### Telefoni
Landskoden +970 är än så länge inte registrerad, utan bara reserverad, till Palestinska Myndigheten. Delar av det geografiska området täcks av +972 (Israel).

## Mänskliga rättigheter

### Förföljelser och tortyr av regimkritiker
Palestinierna skapade under sina 25 år av begränsat självbestämmande myndigheter för att krossa oliktänkande och regimkritiker, förföljelser som inkluderar tortyr. Både den Fatah-dominerade Palestine Authority (PA) på Västbanken och Hamas i Gaza har utfört mängder av arresteringar av människor som fredligt protesterat mot myndigheter och ledarskap. Hamas förföljer även PA:s supporters och vice versa. Dessa övergrepp sker med hjälp av lagstiftning som ska motverka "sekterism" och "förolämpning av myndigheter". Säkerhetsstyrkor hotar, misshandlar och torterar intagna. De huvudsakliga myndigheter som bedriver dessa övergrepp är Hamas Internal Security och PA:s Preventive Security. Både PA och Hamas har förföljt journalister.

### Våld mot kvinnor
Kvinnor och flickor i Palestina utsätts för olika former av våld, på grund av patriarkala sociala normer och den långvariga israeliska ockupationen.
I Palestina finns inga lagar som kriminaliserar våld mot kvinnor i hemmet. Bland gifta kvinnor har 17,4 procent på Västbanken och 34,8 procent på Gazaremsan utsatts för fysiskt våld i hemmet.[källa behövs] Diskriminerande lagar försvårar för överlevare att få stöd och rättvisa. Om kvinnor inte kan bevisa att våld eller hot om våld använts vid våldtäkt kan den utsatta kvinnan åtalas för otrohet.[källa behövs]
Kriget mellan Israel och Palestina har drabbat palestinska kvinnor särskilt hårt genom dödligt våld, förlust av grundläggande rättigheter, förstörd vårdapparat och ökat sexuellt våld.

### HBTQI-rättigheter
I de palestinska områdena anses homosexualitet vara tabu. Homosexuella, bisexuella, transpersoner och queera upplever förföljelse och våld, även om det finns sociala grupper och aktivister som verkar i begränsad omfattning. Palestina är rankad på 150:e plats på Equaldex HBT Equality Index, med samkönade sexuella handlingar lagliga på Västbanken sedan 1951 men inte i Gaza.
Enligt rapporter har palestinska myndigheter fört register över homosexuella palestinier och israelisk underrättelsetjänst har i sin tur utpressat homosexuella palestinier till att bli informanter. Homosexuella palestinier flyr ibland till Israel, men möter där juridiska hinder, osäkra levnadsförhållanden och ibland krav på samarbete med israelisk säkerhetstjänst för att få uppehållstillstånd. Enligt +972 Magazine är HBTQ-palestinier som söker skydd i Israel "rutinmässigt utestängda från program som är avsedda att säkra grundläggande sjukvård för andra asylsökande" och "deras tillgång till grundläggande sociala rättigheter såsom skydd är också blockerad".

## Ekonomi
Jordbruk är den viktigaste inhemska näringen, med Israel som viktigaste marknad för jordbruksprodukter. Ekonomin har skadats mycket svårt av konflikten med Israel, som gjort det nästan omöjligt för palestinier att arbeta i Israel. Dessutom försvårar och fördyrar Israels många spärrar alla transporter, såväl mellan städerna på Västbanken som mellan Palestinska områden och yttervärlden. Detta drabbar inhemsk handel liksom import och export. Självstyrets enskilt viktigaste inkomstkälla uppges vara de tullar och varuskatter som Israel, i enlighet med Parisprotokollet 1994, samlat in varje månad åt den palestinska myndigheten. Efter Hamas valseger i januari 2006 förvarnade dock Israel om att utbetalningarna skulle komma att frysas; de motsvarade vid denna tid runt 55 miljoner dollar per månad. Ett stort antal (cirka 50 000) palestinier reser dagligen till Israel för att arbeta. En uppskattning av är att den har en BNP/ capita om USD:2 900.

### Korruption
Före Hamas valseger stod EU för mer än halva biståndet till självstyret, medan arabländerna stod för en femtedel. USA var största bidragsgivaren till det palestinska flyktingorganet UNRWA. Självstyrets ekonomi har utmärkts av en massiv korruption. Det välstånd som trots allt finns är mycket ojämnt fördelat. Självstyrets finanser var i början av 2006 i djup kris, med ett budgetunderskott på 800 miljoner dollar. 
Korruptionen har många anledningar och skepnader. Det är inte onormalt att exempelvis taxichaufförer tvingas betala polisen för att få fortsätta köra. Detta påverkar även biståndsgivarnas vilja att ge och förmåga att verka. Detta drabbar befolkningen, vilket myndigheten kritiserat.

## Kultur

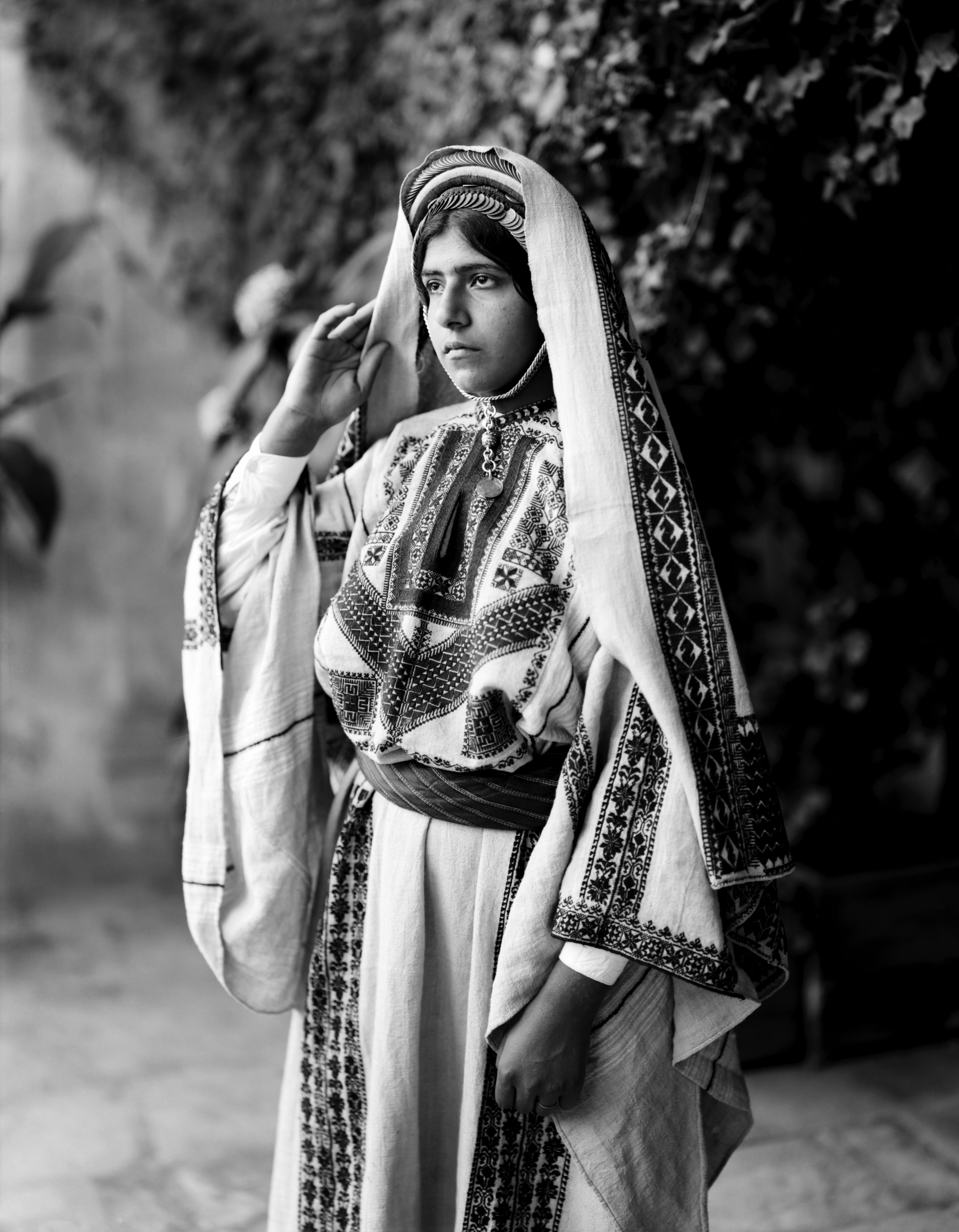
Palestinsk kvinna från Ramallah i början av 1900-talet

Kulturen spelar en viktig roll för den palestinska identiteten och olika utvecklingsprojekt äger rum inom film, teater och musik. Arkeologiska utgrävningar pågår i bland annat Gaza och gamla kulturbyggnader renoveras. Ockupationsmakten har ibland motarbetat dem som  velat dokumentera äldre palestinsk kultur.
Kulturen är starkt präglad av traditionella könsroller.

### Musik och dans
De olika kulturerna i området har påverkat varandras musik. Danser som i ett område betraktas som helt unika återfinns på andra platser i lätt modifierad form som exempelvis dabke. Instrument som darbuka, qanun och oud spelas alltjämt, men har en undanskymd roll. Dansens och musikens könsmaktsordning är ofta mycket tydlig och speglar kulturen som är präglad av traditionella könsroller. Inom traditionell palestinsk musik och dans finns exempelvis särskilda sånger och danser som är för män och andra som är för kvinnor.
Den palestinska musiken har liksom annan musik sedan urminnes tider varit nära kopplad till det talade språket. Händelser som präglat Palestinas moderna historia har också starkt avspeglats i den palestinska musiken. Den palestinska folkmusiken, som har en lång tradition, har färgats av palestiniernas lidande och förlusten av hemlandet. Folkliga poeter improviserade ofta ord till traditionella låtar på stundens ingivelse. "Ala Dal'ona," till exempel, en traditionell kärleksballad, blev en låt som beskriver förlusten av hemlandet.
Framväxten av den arabiska renässansen och nationalistiska rörelser och exponeringen för västerländsk klassisk musik gav upphov till den nationella sången. Den baserades ursprungligen på den hymnform som blev mycket populär i början av 1900-talet hos alla araber i regionen. Orden i sångerna återspeglar ambitioner från den tiden, en uppmaning till arabisk enighet och brödraskap mellan muslimer och kristna som ett medel för att uppnå självständighet. Två framstående palestinska musiker från den tiden skrev också nationella sånger riktade till skolornas körer med orkesterackompanjemang: Salvador Arnita och Yusef Batroni, båda lärare vid Birzeit-universitetet. 
Ockupationen 1967 gav upphov till en våg av musiker som behandlade de traditionella sångerna i nya stilar och former. De nya nationella sångerna som på det här sättet uppstod var inte längre enbart grundade på hymnformen, utan blev en blandning av olika konststycken, populära sånger och körverk, alla med fokus på det palestinska folkets vedermödor och strävanden.
En palestinsk nationalorkester debuterade på nyåret 2011.

### Teater
Folklig teater odlades i början på 1900-talet, under det osmanska väldet. Skolteatern engagerade många under det brittiska mandatet. Detta fortsatte under jordansk regim fram till sexdagarskriget 1967, då det kulturella livet avstannade. Teatern började leva upp igen under tidigt 1970-tal i det ockuperade Jerusalem. Teatergrupper bildades främst med amatörskådespelare. 
Några teatrar på Västbanken är Al Harah-teatern i Betlehem, Ashtarteatern i Ramallah och Frihetsteatern i Jenins flyktingläger.
Emile Habibi och Ghassan Kanafani är kända dramaförfattare.

### Film
Palestinsk film uppstod efter sexdagarskriget 1967. PLO och flera av dess fraktioner startade särskilda avdelningar för produktion av dokumentärfilm. Internationellt genombrott kom med Elia Suleimans Krönika över ett försvinnande, som 1996 vann flera festivalpriser. Samma regissör kom 2002 med Gudomligt ingripande, som tilldelades både jury- och kritikerpriset i Cannes. Hany Abu-Assads film Paradise Now blev 2005 Oscarsnominerad. Andra kända regissörer är Michel Khleifi; Bröllop i Galiléen (1987), Annemarie Jacir; Salt of this Sea (2008) och Najwa Najjar; Granatäpplen och myrra (2009). Framstående palestinska skådespelare är till exempel Hiam Abbass och Ali Suliman. 

### Konst
Samtida palestinsk konst har sina rötter i folklig konst och traditionell kristen och muslimsk målning genom tiderna. Efter katastrofen 1948 har nationalistiska teman dominerat hos palestinska konstnärer. Under 90-talet har många konstnärer tagit till sig moderna stilar. Bland dessa finns Salam Dyab och Hisham Zreiq.

### Hantverk
Många olika sorts hantverk, av vilka många har funnits bland palestinierna i hundratals år, fortsätter i dag. Palestinskt hantverk inkluderar broderiarbete, keramiktillverkning, tvålframställning, glastillverkning, vävning och olivträarbete liksom pärlemorarbete och träskulptur. En del palestinska städer på Västbanken, särskilt Betlehem, Hebron och Nablus har gjort sig kända för att ha specialiserat sig på ett visst hantverk.

#### Broderier och vävning
Broderier har i hundratals år varit ett centralt inslag i de traditionell palestinska dräkterna. Produktionen av tyg för traditionella palestinska kläder och för export till hela arabvärlden var en viktig industri i byn Ashkelon, som numera är israelisk.
Beduinvävning utförs traditionellt av kvinnor för att skapa husgeråd anpassade för livet i öknen. Tråden spinns av fårull och färgas med naturfärgämnen. Tyget används för bland annat tält, mattor och kuddar.

### Idrott
Före 1948 fanns det 65 idrottsklubbar i Palestina. I samband med Nakban förstördes idrottens infrastruktur helt och hållet. Undan för undan har den senare återuppbyggts och utvecklats men den israeliska ockupationen 1967 har inneburit stor svårigheter. Hindren för förflyttning mellan Palestinas olika delar gör till exempel att fotbollen har två olika ligor, en för Västbanken och en för Gaza. 
- Palestinas herrlandslag i fotboll
- Palestinas damlandslag i fotboll
- Palestina har varit med i den olympiska familjen sedan 1996.